# Herb obwodu sumskiego
Herb obwodu sumskiego (ukr. Герб Сумської області) – oficjalny symbol obwodu sumskiego, ustanowiony 12 lipca 2000.

## Wygląd i symbolika
Herb przedstawia na tarczy francuskiej nowoczesnej w polu błękitnym otoczonym złotą bordiurą złoty hełm ze srebrnymi elementami, a pod nim złoty kłos zboża z 25 ziarnami zakrzywiony w literę C i złoty krzyż grecki. Hełm nawiązuje do historycznych początków państwowości ukraińskiej, kłos zboża do rolnictwa oraz mieszkańców obwodu, natomiast krzyż do tradycji chrześcijańskich. Dodatkowo, każdy z elementów symbolizuje jeden z historycznych regionów, z których składa się utworzony w 1939 obwód: odpowiednio Ruś Kijowską, Słobodszczyznę oraz Hetmanat. Natomiast barwy użyte w herbie symbolizują nierozerwalność regionu z niepodległą Ukrainą.